# Бобровец (потік)
Бобровец (словац. Bobrovec) — річка в Словаччині, права притока Чєрної Орави, протікає в окрузі Наместово.
Довжина приблизно 4.3 км. Витік знаходиться в масиві Оравська Магура — частина Підбескидська Верховина — схил гори Бобровський Грунь — на висоті близько 675 метрів. Протікає територією села Бобров.
Впадає у водосховище Орава на висоті приблизно 600 метрів.